# FamilyMart presents SPEED LIVE 2009 -Welcome to SPEEDLAND-
『FamilyMart presents SPEED LIVE 2009 -Welcome to SPEEDLAND-』（ファミリーマート・プレゼンツ・スピード・ライブ 2009 ウェルカム・トゥ・スピードランド）は、日本のアイドルグループであるSPEEDが、2009年に行った5度目の全国ツアーである。

## 日程・開催地
| 公演数 | 開催日         | 会場                           | 備考              |
| ------ | -------------- | ------------------------------ | ----------------- |
| 01     | 2009年9月5日   | 日本ガイシホール               |                   |
| 02     | 2009年9月6日   | 日本ガイシホール               |                   |
| 03     | 2009年9月13日  | 福岡国際センター               |                   |
| 04     | 2009年9月19日  | 広島ALSOKホール                |                   |
| 05     | 2009年9月20日  | 広島ALSOKホール                |                   |
| 06     | 2009年9月23日  | 仙台サンプラザホール           |                   |
| 07     | 2009年9月26日  | 金沢歌劇座                     |                   |
| 08     | 2009年9月27日  | 金沢歌劇座                     | 公演中止          |
| 08     | 2009年10月3日  | 大阪城ホール                   |                   |
| 09     | 2009年10月4日  | 大阪城ホール                   |                   |
| 10     | 2009年10月10日 | ペイシア文化ホール             |                   |
| 11     | 2009年10月13日 | 日本武道館                     |                   |
| 12     | 2009年10月14日 | 日本武道館                     |                   |
| 13     | 2009年10月17日 | 鹿児島市民文化ホール 第1ホール |                   |
| 14     | 2009年10月18日 | 鹿児島市民文化ホール 第1ホール |                   |
| 15     | 2009年10月25日 | 新潟県民会館                   |                   |
| 16     | 2009年11月1日  | 金沢歌劇座                     | 9月27日の振替公演 |

## 概要
- ツアー開始1か月前の2009年8月5日に発売されたベストアルバム『SPEEDLAND -The Premium Best Re Tracks-』（以下先行アルバム）を携えて行なったもので、約8万人を動員した。
- 完全復活後初めての単独ライブツアーであり、2003年の期間限定再結成時に行った『Save the Children SPEED LIVE 2003』以来約6年ぶりの全国ツアーとなり、武道館公演のチケットは即日完売となった。
- 鹿児島県での単独の公演も初めて行った。
- ツアータイトルは先行アルバムから採られており、音楽プロデューサーの伊秩弘将が考案した。
- 先行アルバム同様、メンバーが構成や演出面に提案を出すという初の試みを行った[1]。実際、メンバーは「I Remember」「Confusion」「April ~Theme of “Dear Friends”」なども希望したが、却下された[2]。この3曲はすべて翌年のツアー『SPEED LIVE 2010〜GLOWING SUNFLOWER〜』で披露されることとなる。
- 所属事務所VISION FACTORYが運営する携帯サイト「VISIONCAST」では、ツアーグッズを紹介する番組「スピネットいまい」のほか、期間限定動画ブログ[注 1] やライブの舞台裏に迫った「SPEED Live 2009 Documentary」も配信された。
- このライブツアーの様子などが掲載された自身3冊目のライブ写真集『Welcome to SPEEDLAND』が2009年11月18日に発売、同年12月30日には武道館公演の模様（全編）とドキュメンタリーが収録された5作目のライブビデオ『Welcome to SPEEDLAND SPEED LIVE 2009@武道館』が発売された。また、同年11月28日には、NHK衛星第2テレビジョンで武道館公演の模様の一部とインタビューが約1時間半放送された。

## セットリスト
1. Breakin' out to the morning ※
  - 10thシングル。
2. ALL MY TRUE LOVE ※
  - 8thシングル。
3. STEADY ※
  - 2ndシングル。
4. Precious Time ※
  - 9thシングル。
5. Long Way Home ※
  - 11thシングル。
  - 曲の途中で急に曲のイントロに戻りステージが暗転し、その間にメンバーが早着替えをし再び曲の続きが流れ始めるという演出があった。
6. DANCE MEDLEY（Sophisticated Girl～Luv Vibration～Brand-New Weekend～RAKUGAKI）
  - 順に、2ndアルバム『RISE』、1stアルバム『Starting Over』、6thシングル『my graduation』、1stアルバム『Starting Over』収録曲。
  - 「Brand-New Weekend」は演奏のみであり、歌唱は無かった。
  - 名の通り、ダンスがメインの演出になっており、「Sophisticated Girl」から「Brand-New Weekend」まではヘッドセットで披露された。
7. SOMETHING NEW ○
  - 15thシングル『あしたの空』収録曲。
8. 熱帯夜 ※
  - 4thシングル『Wake Me Up!』収録曲。
9. UTAKATA ○
  - 16thシングル『S.P.D.』収録曲。
10. Cryin ○
  - 4thアルバム『BRIDGE』収録曲。
11. ALIVE ※
  - 7thシングル。
  - 完全復活のきっかけとなった『24時間テレビ』でも行なった手話を取り入れた振り付けで披露された。
12. Be My Love
  - 13thシングル。
13. あしたの空 ※○
  - 15thシングル。
14. S.P.D. ○
  - 16thシングル。
15. Wake Me Up! ※
  - 4thシングル。
16. White Love ※
  - 5thシングル。
17. Go! Go! Heaven ※
  - 3rdシングル。
18. Body & Soul ※
  - 1stシングル。

アンコール　
1. ラブリーフレンドシップ
  - 2ndアルバム『RISE』収録曲。本来の表記では「ラブリー」と「フレンドシップ」の間に赤いハートマークが入っている。
  - 披露中に、メンバー一人一人がバズーカでサイン入りのツアーグッズTシャツを客席に打ち込むという演出があった。
2. Snow Kiss ※
  - 3rdアルバム『Carry On my way』収録曲。
3. my graduation ※
  - 6thシングル。

ダブルアンコール
1. Starting Over
  - 1stアルバム『Starting Over』収録曲。
  - 2000年の解散以後一度も歌われていない楽曲であったが、「完全復活ということでこの曲のテーマにも合致している」ということで披露された。
2. Up To You!（武道館公演2日目と最終日のみ）
  - 7thシングル『ALIVE』収録曲。
3. 「おやすみ・・・・・」（最終日のみ）
  - 3rdシングル『Go! Go! Heaven』収録曲。
  - 島袋の希望曲で、島袋はソロのライブでも歌うほどこの曲を気に入っている。
  - 1stライブ『SPEED FIRST LIVE Starting Over from ODAIBA』以来一度も披露されたことはなく、約12年ぶりの披露となった。

（全22曲・武道館公演二日目は23曲・最終日は24曲）
| ※：先行アルバム『SPEEDLAND』収録曲 |
| ○：単独ライブ初披露曲              |

## 参加メンバー
バンド
- 水島康貴：キーボード、バンドマスター
- 小笠原拓海：ドラム
- 大久保敦夫：ドラム
- 高山一也：ギター
- 川内啓史：ベース

ダンサー
- SHOTA
- YU-KI
- AKIHIRO
- NOPPO
- TOMOMI
- UNO
- KIE

ミュージック・プロデューサー
- 伊秩弘将

## 出来事
- 9月5日の名古屋公演では、島袋がTBSのテレビドラマ『こちら葛飾区亀有公園前派出所』の第6話にゲスト出演することが発表された。
- 9月23日の仙台公演では、今井の誕生日（9月22日）が祝われ、会場全体で記念撮影を行った（ツアー写真集に掲載）。
- 9月26日の金沢公演中に上原が腰椎を負傷し、翌日現地の病院で診断の結果、腰椎捻挫と診断され9月27日の公演開催が不可能となったため、公演開始直前に急遽中止が発表されると同時に振替公演が11月1日に開催されることが決定した[3]。また、これについて上原は、公式サイト[3] や前述の動画ブログなどで謝罪の言葉を述べた。
- 10月4日の大阪公演では、11月18日にツアー写真集が発売されることが発表され、その写真集のカメラが入るのはこの日が最後であったため、会場全体で記念撮影を行った。
- 10月13日の武道館公演では、「RAKUGAKI」を披露中に新垣が過呼吸に陥り、その後の「SOMETHING NEW」は3人で披露された。この様子の一部はライブDVDのドキュメントに収録されている。
- 10月14日の武道館公演では、NHK衛星第2テレビジョン『最新ヒット ウエンズデーJ-POP』でライブの模様が一部生中継された。また、ライブDVDが発売されることが発表され、この東京公演が撮影日であることが明かされた。